# 南43線
 南43線，「中州～新港」線，是位於臺南市的一條區道，北起臺南市佳里區鎮山里南側（中州北側附近），南至臺南市西港區新復里新港，全長 4.541 公里。

## 行經行政區域
臺南市
- 佳里區：起點 0.0k，鎮山里南側→區界（佳中橋，跨大寮大排[2]）
- 西港區：區界（佳中橋，跨大寮大排[2]）→劉厝里（南46線交叉路）→劉厝、竹林里交界處（南34線交叉路）→竹林里大竹林（南43-1線共線起點）→大竹林南側（南43-1線共線終點）→竹林、南海里交界處（市道173號共線起點）→竹林、南海及新復里交界處（市道173號共線終點）→新復里新港（南42線短暫共線）→終點 4.541k，新復里南側（南40線叉路）

## 支線
南43-1線
- 起訖點：中州～大竹林
- 里程：2.775k
- 行經行政區域：
  - 西港區：起點 0.0k，慶安里中州→竹林里（南34線交叉路）→大竹林（南43線共線起點）→大竹林南側（南43線共線終點）→終點 2.775k，南海里南海埔（市道173號，慶安路叉路；港明高中旁）

- 歷史沿革：

## 沿線景點及寺廟
- 南43線沿線：
  - 佳里區：鎮山福德祠。
  - 西港區：大竹林汾陽殿、郭姓宗祠，新港天后官、三千宮。
- 南43-1線沿線：
  - 西港區：中州王元帥，慶安村陳府元帥，大竹林汾陽殿、郭姓宗祠。

## 連接道路
- 南43線沿線可連接以下公路：
  - 市道173號（大竹林南側路段，短暫共線）
  - 南34線
  - 南40線（本區道終點）
  - 南41線（鄰近本區道起點與終點）
  - 南42線（新港路段，短暫共線）
  - 南46線
  - 南43-1線（大竹林路段，短暫共線）
- 南43-1線沿線可連接以下公路：
  - 市道173號（本區道支線終點）
  - 南34線
  - 南42線（鄰近本區道支線終點）
  - 南43線（大竹林路段，短暫共線）
  - 南46線（本區道支線起點）